# Spilogona pygmaea
Spilogona pygmaea este o specie de muște din genul Spilogona, familia Muscidae, descrisă de Ringdahl în anul 1951. Conform Catalogue of Life specia Spilogona pygmaea nu are subspecii cunoscute.